# Ipomoea citrina
Ipomoea citrina är en vindeväxtart som beskrevs av Hall. f. Ipomoea citrina ingår i släktet praktvindor, och familjen vindeväxter. Inga underarter finns listade i Catalogue of Life.